# Artemone di Pergamo
Artemone di Pergamo (in greco Ἀρτέμων ; fl. II secolo a.C.) è stato un retore greco antico.
Fu autore di una storia della Sicilia, oggi perduta, citata con frequenza dai grammatici antichi (Schol. ad Pind. Pyth I 1, 32, III 48; Ol. II 16, v. 1; Isth. II Argum.; Schol ad Lycophr. 177).